# Vali Ionescu
Valeria »Vali« Ionescu (poročena Constantin), romunska atletinja, * 31. avgust 1960, Turnu Măgurele, Romunija.
Nastopila je na poletnih olimpijskih igrah leta 1984, kjer je osvojila srebrno medaljo v skoku v daljino. V isti disciplini je osvojila naslov prvakinje na evropskem prvenstvu leta 1982 in bronasto medaljo na evropskem dvoranskem prvenstvu leta 1982. 1. avgusta 1982 je postavila nov svetovni rekord v skoku v daljino s 7,20 m, ki je veljal do maja 1983.